# Estação Científica Charles Darwin

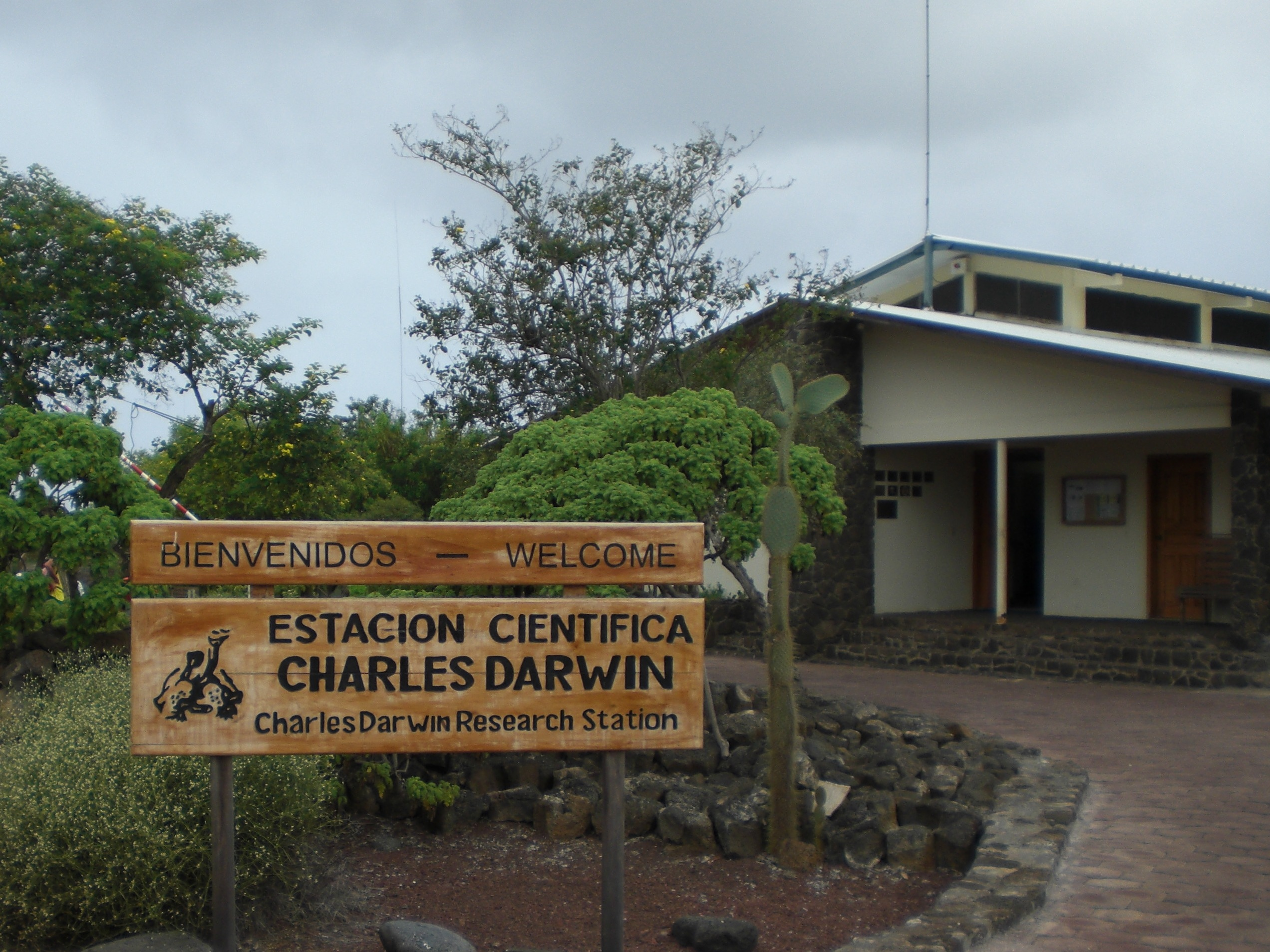
A entrada da Estação de Pesquisa Charles Darwin em Puerto Ayora, Província de Galápagos, Equador

A Estação Científica Charles Darwin é uma estação de pesquisa biológica operada pela Fundação Charles Darwin. Ela está localizada na cidade equatoriana de Puerto Ayora na ilha de Santa Cruz, em Galápagos, com escritórios satélites nas ilhas Isabela e São Cristóvão. Foi fundada em 1959 sob os auspícios da UNESCO e da União Mundial para a Conservação.

## Estação de campo
A Estação de Pesquisa Charles Darwin (CDRS) (em espanhol: Estación Científica Charles Darwin, ECCD) é uma estação de pesquisa biológica operada pela Fundação Charles Darwin. Ele está localizado na costa da Baía da Academia, na vila de Puerto Ayora, na Ilha de Santa Cruz, nas Ilhas Galápagos, com escritórios satélites nas ilhas Isabela e San Cristóbal. Em Puerto Ayora, Ilha de Santa Cruz, cientistas equatorianos e estrangeiros trabalham em pesquisas e projetos para a conservação dos ecossistemas terrestres e marinhos de Galápagos. A Estação de Pesquisa, criada em 1959 e inaugurada em 1964, possui um centro de interpretação de história natural e também realiza projetos educacionais em apoio à conservação das Ilhas Galápagos e em apoio a pesquisadores externos que visitam as ilhas para realizar trabalho de campo.

### Objetivos e trabalho
O CDRS tem como objetivo realizar pesquisas científicas e educação ambiental para conservação. A Estação tem uma equipe de mais de cem cientistas, educadores, voluntários, estudantes de pesquisa e pessoal de apoio de todo o mundo.
Projetos de pesquisa científica e monitoramento são conduzidos no CDRS em conjunto e cooperação com seu principal parceiro, a Direção do Parque Nacional de Galápagos (GNPD), que funciona como a principal autoridade governamental encarregada da conservação e questões de recursos naturais em Galápagos.
O trabalho do CDRS tem como principais objetivos:
- Promover, facilitar, conceber e implementar a investigação científica necessária para a compreensão dos princípios biológicos, uma melhor compreensão dos ecossistemas e uma gestão adequada dos recursos naturais das ilhas.
- Assessorar as autoridades equatorianas no tema da conservação e gestão dos recursos naturais das Ilhas Galápagos.
- Colaborar com instituições equatorianas na implementação de programas envolvidos em investigação científica e educação nas ilhas.
- Contribuir para o desenvolvimento de pessoal científico e técnico do Equador especializado em ciências naturais e gestão de recursos naturais.
- Contribuir e colaborar em programas educativos relacionados com a conservação das ilhas.
- Compilar os resultados das investigações científicas e demais atividades da organização e divulgá-las regionalmente, nacional e internacionalmente.

Em 2002, a Estação recebeu o Prêmio Internacional Cosmos.